# Slovak Challenger
Lo Slovak Challenger è stato un torneo professionistico di tennis giocato su campi in cemento indoor. Faceva parte dell'ATP Challenger Series. L'unica edizione si è disputata a Bratislava in Slovacchia.

## Albo d'oro

### Singolare
| Anno | Campione     | Finalista             | Punteggio   |
| ---- | ------------ | --------------------- | ----------- |
| 2006 | Iván Navarro | Teodor-Dacian Craciun | 6–2, 7–6(4) |

### Doppio
| Anno | Campioni                         | Finalisti                  | Punteggio   |
| ---- | -------------------------------- | -------------------------- | ----------- |
| 2006 | Flavio Cipolla Marcel Granollers | David Marrero Pablo Santos | 7–6(2), 6–4 |